# Problema do ano 2038
O problema do ano 2038, efeito 2038, bug 2038, problema Y2K38 ou falha de Gangnam Style (em referência ao problema Y2K) refere-se ao problema previsto para ocorrer no ano de 2038 nos sistemas informatizados (programas de computador) que utilizam a representação de tempo no padrão POSIX/IEEE 1003, em que a data é calculada através do número de segundos ignorando os segundos bissextos desde 1 de janeiro de 1970.
A representação POSIX é de uso padrão nos sistemas operacionais do tipo Unix, afetando a maioria dos sistemas, pois grande parte deste software foi desenvolvido na linguagem C. Na maioria dos sistemas com processadores do tipo 32 bits, o tipo de dados time t, utilizado para armazenar esta contagem de segundos, é um inteiro de 32 bits do tipo signed (considera o sinal). O último registro de tempo que pode ser representado por este formato no padrão POSIX, é 03:14:07 na terça-feira 19 de janeiro de 2038 (UTC). Após este momento a data será representada por um número decimal negativo que, dependendo da implementação, corresponderá ao ano 1970 ou 1901 (prevê-se a data 13 de dezembro de 1901). Este valor para a data corrente certamente resultará em erros de cálculo e de funcionamento na maior parte dos programas em execução pelo sistema presentes principalmente em instituições financeiras e governamentais.

## Solução
Não há maneira simples de resolver este problema para os sistemas existentes. Alterar a definição do time_t para 64 bits pode quebrar a compatibilidade binária de softwares, dados persistidos e de qualquer sistema que manipule datas representadas no formato binário. Alterar o time_t para um inteiro de 32 bits unsigned (não considera o sinal) pode alterar vários programas que trabalham com diferenças de tempo.
A maioria dos sistemas que suportam a arquitetura de 64 bits já suporta o time_t de 64 bits. A migração para esta arquitetura já está em andamento e muitos esperam que ela esteja completa até 2038. Porém, milhões de sistemas de 32 bits foram instalados até o ano de 2006, muitos em sistemas embarcados, e é muito incerto se eles serão totalmente substituídos até 2038. Apesar de, normalmente, os sistemas serem atualizados num prazo de 18-24 meses, os sistemas embarcados podem operar sem alterações por toda a vida do sistema que controlam. A utilização do time_t de 32 bits foi codificada em alguns formatos de arquivo, como o ZIP, o que significa que o problema pode permanecer por um longo período após a expiração da vida útil das máquinas envolvidas.
A utilização de valores de 64 bits introduz um novo "corte" na data em aproximadamente 290 bilhões de anos, num domingo em 4 de dezembro de 292.277.026.596. Claramente este problema não é uma questão imediata.